# International Religious Freedom Report
Der Report on International Religious Freedom ist ein im Auftrag des Außenministeriums der Vereinigten Staaten erstellter und vom Ministerium herausgegebener Bericht über Qualität und Umfang der Religionsfreiheit in allen ausländischen Staaten.
Der Freedom Report ist ein Bericht des United States Commission on International Religious Freedom bzw. einer Unterabteilung des Ministeriums (Bureau of Democracy, Human Rights, and Labor) an den Kongress der Vereinigten Staaten, der diesem jährlich vorgelegt wird.
Der Bericht enthält zahlreiche Details und basiert auf Informationen der US-Botschaften in den einzelnen Ländern sowie verschiedener Nichtregierungsorganisationen, Einzelbeispiele sind jedoch kaum referiert. Einem Überblick über die religiöse Demographie eines jeden Landes folgt ein Statusbericht über die religiöse Freiheit anhand der Untersuchung gesetzlicher Voraussetzungen, eventueller staatlicher Restriktionen, eventuelle Fälle von Missbrauch und Verletzung der Religionsfreiheit, eventuelle Fälle erzwungener Konversion usw. und konstatiert Veränderungen gegenüber den Vorjahren.

## Weblink
- International Religious Freedom Reports auf der Seite des Außenministeriums der Vereinigten Staaten